# Liste der denkmalgeschützten Objekte in St. Peter am Kammersberg
Die Liste der denkmalgeschützten Objekte in St. Peter am Kammersberg enthält die 12 denkmalgeschützten, unbeweglichen Objekte der österreichischen Gemeinde St. Peter am Kammersberg im steirischen Bezirk Murau.

## Denkmäler
| Foto |                 | Denkmal                                                                                 | Standort                                         | Beschreibung | Metadaten |
| ---- | --------------- | --------------------------------------------------------------------------------------- | ------------------------------------------------ | --- | --- |
| ja   | Datei hochladen | Kath. Filialkirche hl. Bartholomäus mit ehem. Friedhof HERIS-ID: 50963 Objekt-ID: 56493 | Althofen Standort KG: Althofen                   | Die Filialkirche hl. Bartholomäus ist ein Steirisches Wahrzeichen. | BDA-Hist.: Q38042891 Status: § 2a Stand der BDA-Liste: 2025-06-30 Name: Kath. Filialkirche hl. Bartholomäus mit ehem. Friedhof GstNr.: .6 Pfarrfahne St. Peter am Kammersberg |
| ja   | Datei hochladen | Bauernhaus, ehem. Säumerhaus, vulgo Schleifer HERIS-ID: 77745 Objekt-ID: 91376seit 2012 | Laasen 54 Standort KG: Althofen                  | | BDA-Hist.: Q38150324 Status: Bescheid Stand der BDA-Liste: 2025-06-30 Name: Bauernhaus, ehem. Säumerhaus, vulgo Schleifer GstNr.: .89 Bauernhaus Schleifer                    |
| ja   | Datei hochladen | Wirtschaftsgebäude HERIS-ID: 77709 Objekt-ID: 91340                                     | Feistritz a. Kbg. Standort KG: Feistritz         | | BDA-Hist.: Q38150252 Status: § 2a Stand der BDA-Liste: 2025-06-30 Name: Wirtschaftsgebäude GstNr.: 404/1                                                                      |
| ja   | Datei hochladen | Schloss Feistritz HERIS-ID: 77692 Objekt-ID: 91323                                      | Feistritz a. Kbg. 1 Standort KG: Feistritz       | Das Schloss liegt östlich des Dorfes. Es wurde 1343 als haus Fevstritz urkundlich erwähnt und ist ein spätmittelalterlicher Wehrbau, der im 16. Jahrhundert zu einem Schloss ausgebaut wurde. Der Vierflügelbau hat zwei Rundtürme an der Nordwest- und Südostecke, Mitteltrakt im Westen mit einem Schopfwalmdach. Fenster- und Portalumrahmungen am Nordwestturm sind als spätbarocke Bauteile sichtbar geblieben. Der Rittersaal im Südtrakt hat eine Holzbalkendecke und stammt aus dem späten 16. Jahrhundert. Der Altar in der Kapelle stammt von Balthasar Prandtstätter aus dem 2. Viertel des 18. Jahrhunderts. Seit 1950 dient das Schloss als Schule und trägt aktuell den Namen Fachschule für Land- und Ernährungswirtschaft Schloss Feistritz-St. Martin. 2010–2012 erfolgte die Generalsanierung.                                                     | BDA-Hist.: Q38150217 Status: § 2a Stand der BDA-Liste: 2025-06-30 Name: Schloss Feistritz GstNr.: 406, 399 Schloss Feistritz, St. Peter am Kammersberg                        |
| ja   | Datei hochladen | Kötzlmühle HERIS-ID: 77660 Objekt-ID: 91290seit 2016                                    | Feistritz a. Kbg. 39 Standort KG: Feistritz      | | BDA-Hist.: Q38150121 Status: Bescheid Stand der BDA-Liste: 2025-06-30 Name: Kötzlmühle GstNr.: .49/1 Kötzlmühle, Feistritz am Kammersberg                                     |
| ja   | Datei hochladen | Wirtschaftsgebäude HERIS-ID: 77663 Objekt-ID: 91293seit 2016                            | bei Feistritz a. Kbg. 39 Standort KG: Feistritz  | | BDA-Hist.: Q38150134 Status: Bescheid Stand der BDA-Liste: 2025-06-30 Name: Wirtschaftsgebäude GstNr.: .49/1, 366/2 Kötzlmühle, Feistritz am Kammersberg - barn               |
| ja   | Datei hochladen | Josefikapelle HERIS-ID: 77664 Objekt-ID: 91294seit 2016                                 | bei Feistritz a. Kbg. 39a Standort KG: Feistritz | | BDA-Hist.: Q38150146 Status: Bescheid Stand der BDA-Liste: 2025-06-30 Name: Josefikapelle GstNr.: 367 Josefikapelle, Feistritz am Kammersberg                                 |
| ja   | Datei hochladen | Schalensteine HERIS-ID: 106179 Objekt-ID: 123290                                        | Standort KG: Pöllau                              | Der 1984 von Erich Hable entdeckte Schalenstein hat sieben erkennbare runde Schalen mit einer Tiefe von 4 bis 11 Zentimeter. Außerdem sind zwei klar erkennbare „Fußabtritte“ eingemeißelt. Obwohl der Stein bereits 1985 zum ersten Mal archäologisch untersucht wurde, ist seine ursprüngliche Verwendungen (wie bei vielen anderen Schalensteinen) als auch seine Datierung unklar. Auch ist nicht klar, ob die Schalen gleichzeitig mit den „Fußabtritten“ erzeugt wurden. Eine spekulative Interpretation geht von einer spätmittelalterlichen, christlich motivierten Kulthandlung aus. | BDA-Hist.: Q37807116 Status: § 2a Stand der BDA-Liste: 2025-06-30 Name: Schalensteine GstNr.: 18/1 Schalensteine StPeter/Kmbg                                                 |
| ja   | Datei hochladen | Ehem. Friedhof mit Karner hl. Michael HERIS-ID: 77656 Objekt-ID: 91286                  | St. Peter a. Kbg. Standort KG: St. Peter         | Der zweigeschoßige romanische Rundbau mit einem spätgotischen westlichen Anbau, der im Barock erweitert wurde. 1974 restauriert. Das Obergeschoß hat eine im Osten erkerartig vorkragende Segmentbogenapsis. Der Karner wird von einer Flachkuppel mit Stichkappen gedeckt, darüber ein Zeltdach aus Schindeln, der Anbau trägt einen Dachreiter. An der Ostseite spätgotische, nur teilweise erhaltene Fresken mit Darstellungen von Christus am Ölberg und Jüngstem Gericht aus der Zeit um 1500. Der Altar mit einer Statue des hl. Michael stammt von etwa 1720, das geschnitzte Antependium trägt ein Armenseelenrelief. Die geschnitzte Verkündigungsgruppe stammt von Balthasar Prandtstätter aus dem 2. Viertel des 18. Jahrhunderts. Einige Kreuzwegbilder von Johann Lederwasch vom Ende des 18. Jahrhunderts sowie Apostelluster aus dem 19. Jahrhundert. | BDA-Hist.: Q38150109 Status: § 2a Stand der BDA-Liste: 2025-06-30 Name: Ehem. Friedhof mit Karner hl. Michael GstNr.: 57 Karner Sankt Peter am Kammersberg                    |
| ja   | Datei hochladen | Kath. Pfarrkirche hl. Petrus HERIS-ID: 51875 Objekt-ID: 57684                           | St. Peter a. Kbg. Standort KG: St. Peter         | → Hauptartikel : Pfarrkirche St. Peter am Kammersberg f1 | BDA-Hist.: Q38048009 Status: § 2a Stand der BDA-Liste: 2025-06-30 Name: Kath. Pfarrkirche hl. Petrus GstNr.: 57 Parish church of Sankt Peter am Kammersberg                   |
| ja   | Datei hochladen | Bildstock, Webermichlkreuz HERIS-ID: 77804 Objekt-ID: 91436                             | bei St. Peter a. Kbg. 134 Standort KG: St. Peter | | BDA-Hist.: Q38150466 Status: § 2a Stand der BDA-Liste: 2025-06-30 Name: Bildstock, Webermichlkreuz GstNr.: 347/4 Webermichlkreuz                                              |
| ja   | Datei hochladen | Wohnhaus, ehem. Pfarrhof mit Pfeilerstadl HERIS-ID: 44149 Objekt-ID: 44851              | St. Peter a. Kbg. 164 Standort KG: St. Peter     | Der ehemalige Pfarrhof hat unter dem Giebel ein Fresko der Schutzmantelmadonna über einer Weltkugel mit Schlage aus dem Jahre 1691. | BDA-Hist.: Q38007193 Status: Bescheid Stand der BDA-Liste: 2025-06-30 Name: Wohnhaus, ehem. Pfarrhof mit Pfeilerstadl GstNr.: .89                                             |